# Montreuil-Juigné

Montreuil-Juigné este o comună în departamentul Maine-et-Loire, Franța. În 2009 avea o populație de 6,932 de locuitori.